# Franciszek Kamieński
Franciszek Kamieński (1851-1912), fue un botánico polaco. Su nombre también ha sido escrito como Frans von Michailow Kamieńsky o mal escrita con el acento sobre la e, como en Kamiénski. Kamieński describió y es autor de numerosas especies de Utricularia.
Estudió Ciencias naturales en Varsovia, Breslavia, y Estrasburgo, y fue profesor asociado de Leópolis y profesor de botánica en Odesa.

## Honores

### Eponimia
La sección Kamienskia en el género Utricularia y la especie Utricularia kamienskii se nombran en su honor.
- La abreviatura «Kamiénski» se emplea para indicar a Franciszek Kamieński como autoridad en la descripción y clasificación científica de los vegetales.[3]